# 横陂镇 (恩平市)
横陂镇是中华人民共和国广东省江门市恩平市下辖的一个乡镇级行政单位。。位于恩平市南部，与台山市、阳江市接壤。北距恩平市区17公里，东南距恩平港8公里。面积126.5平方公里，下辖12个村委会和1个居委会；总人口约25,000人（2006年数据）。大广海湾经济区涵盖的区域。

## 概况
横陂(音：bēi)是一个农业大镇，全镇农业人口占了绝大部分。有耕地面积4.13万亩：其中水田面积3.67万亩，旱地面积0.46万亩，有山林面积11万亩。幅员较阔，属丘陵地貌，东北高，西南低，四面环山，中部为农田，土壤偏酸，对发展种养业比较有利。有特产蚕桑、西瓜、荔枝、西洋菜等。农民收入普遍偏低。鎮外10多公里有江湛鐵路途經。近年鎮內大力發展綠色產業鏈。
横陂工业不发达，近年来珠三角建筑业发展迅速，而横陂利用其雄厚的石灰石资源，发展工矿业和建材业，镇内大建水泥厂、石灰厂。不过同时也造成了严重的生态问题：大量原始山林被砍伐消失、炸山取石造成严重水土流失、水泥制造令空气质素恶化、严重超载的运石车使道路塌坏等……

## 行政区划
横陂镇下辖以下地区：
横陂墟镇社区、洪窖墟镇社区、横东村、歧联村、横平村、西联村、横南村、横盘村、横西村、甘围村、白银村、虾山村、白庙村、南华村、堂莲村、湾海村、新潮村、大亨村、园山村、围边村和蓝田村。

## 旅遊资源
- 鎮海灣紅樹林國家濕地公園西